# متحف الفن المصري الحديث (القاهرة)
يقع متحف الفن المصري الحديث داخل حرم دار الأوبرا المصرية بأرض الجزيرة بحي الزمالك. يعتبر المتحف مختلفا عن غيره من المتاحف المصرية، إذ يجمع بين عدد غير محدود من الاتجاهات الفكرية. فتجد فيه لوح تمثل المدرسة الواقعية والتجريدية والسريالية والتكعبية والدادية، ويظهر ذلك جليا من تنوع أعمال الفنانين العارضين بل انك قد تشاهد للفنان واحد أكثر من عمل ينتمي لمدارس مختلفة أثناء مراحله العمرية.

## فكرة المتحف

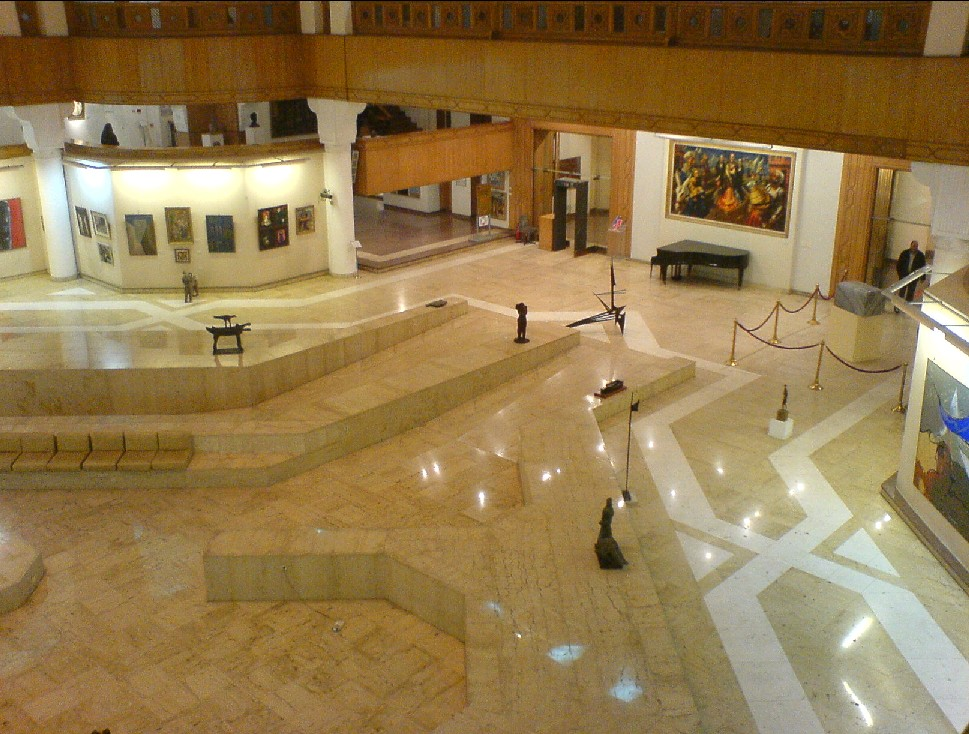
البهو الرئيسي لمتحف الفن المصري الحديث

ظهرت الحاجة إلى متحف الفن المصري الحديث في مطلع القرن الماضي إذ كانت تعيش مصر نهضة فنية كبيرة كان السبب فيها هو إنشاء مدرسة الفنون الجميلة بالقاهرة والتي أصبح اسمها فيما بعد كلية الفنون الجميلة والكائن مبناها حاليا بجزيرة الزمالك - القاهرة في عام 1908م
وبعد أربع سنوات أي في عام 1911 تخرجت من المدرسة دفعتها الأولى. وشهدت هذه الدفعة العديد من الأسماء الذين شكلوا الإرهاصات الأولى للفن المصري الحديث ومن ضمنهم المثال محمود مختار وكذلك الفنان راغب عيادو كمال أمين ويوسف كامل وأحمد صبري والعديد من الأسماء اللامعة.
وعلى إثر ذلك انتشرت القاعات الفنية والمعارض وازدهر الفن التشكيلي بصفة عامة وشهدت هذه الحقبة وما تلها زخما فنياً هائلاً
ومن ثم وعبر قرن كامل كان لزاما أن يوجد متحف كي يكون شاهدا على هذه الفترة

## تاريخ متحف الفن المصري الحديث
- في عام 1927 اقترح محمد محمود خليل اقامة متحف يضم هذه الأعمال الفنية والتي كانت كنوزا من وجهة نظره. وهو رغم كونه ليس فنانا إلا أن يعد واحد من أكثر الشخصيات تأثيرا في الفن المصري الحديث
- كان أول مقر للمتحف غرفة صغيرة داخل جمعية محبي الفنون الجميلة بسراى تيجران شارع إبراهيم باشا شارع الجمهورية حاليا والذي يقع بوسط العاصمة. بعد ذلك استقل المتحف وانتقل إلى متحف الشمع حاليا
- في عام 1936 انتقل المتحف إلى شارع البستان بميدان التحرير وبعده تم نقله أغلى قصر الكونت زغيب - شارع قصر النيل - ميدان التحرير
- في 1966 ونتيجة لهدم مبنى المتحف السابق انتقلت مقتنياته إلى فيلا لإسماعيل باشا أبو الفتوح - ميدان فني - حي الدقي - الجيزة
- في عام 1983 تم تخصيص سراي 3 بدار الأوبرا (والتي كانت آنذاك هي أرض المعارض بالقاهرة قبل انتقالها إلى ضاحية مدينة نصر) لكي تكون مقر المتحف الجديد ويلاحظ ان السراي قد أنشئ على الطراز الإسلامي.

كانت في الفترات السابقة ونظرا لكثرة تنقلات المتحف تنتظر المتحف العديد من المشكلات إذ أنه ونتيجة للإهمال تم فقدان العديد من الأعمال القيمة وكذلك تلف بعضها علاوة على سرقة البعض الآخر وبعد أعمال ترميم وبحث بالمخازن تم افتتاح المتحف عام 1991
في 2005 تم إعادة افتتاح المتحف بعد مجموعة من أعمال الصيانة والتجديدات